# Allil-izotiocianát
Az allil-izotiocianát (allyl isothiocyanate) 
egy szerves kénvegyület, amely a mustár, torma és a  vaszabi csípős ízét adja.  Színtelen vagy halványsárga folyadék, vízben kevéssé oldódik, de jól oldódik szerves oldószerekben.
Az allil-izotiocianát maga nem található meg a mustármagban. Amikor az őrölt mustármagot vízzel és ecettel keverik, vagy rágják, a mirozináz enzim a szinigrint allil-izotiocianáttá alakítja.
Az allil-izotiocianát  a mustár desztillációja során is keletkezik és a mustárolaj 92%-ban tartalmazza. Főként ízesítőként használja fel az élelmiszeripar.
Az allil-izotiocianátot rovarölőszerként, alkohol denaturálószerként és helyi érzéstelenítőként használják. Erős antibakteriális és antifungális hatása van.